# Lepidiolamprologus
Lepidiolamprologus is een geslacht van straalvinnige vissen uit de familie van de cichliden (Cichlidae).

## Soorten
- Lepidiolamprologus attenuatus (Steindachner, 1909)
- Lepidiolamprologus cunningtoni (Boulenger, 1906)
- Lepidiolamprologus elongatus (Boulenger, 1898)
- Lepidiolamprologus kamambae Kullander, Karlsson & Karlsson, 2012
- Lepidiolamprologus kendalli (Poll & Stewart, 1977)
- Lepidiolamprologus mimicus Schelly, Takahashi, Bills & Hori, 2007
- Lepidiolamprologus nkambae (Staeck, 1978)
- Lepidiolamprologus profundicola (Poll, 1949)